# Народы Кавказа (газета)
Наро́ды Кавка́за — общероссийская общественно-политическая газета, освещающая жизнь народов Северного Кавказа и Закавказья.
Издаётся на русском языке во Владикавказе.
Первоначальное название газеты — «ЭТНЭ» (в переводе с греческого — «народы»).

## История
Первый номер газеты «Народы Кавказа» вышел в Москве 21 июня 1997 года.
Начиная с 5 января 1998 года, газета регулярно два раза в месяц выходит во Владикавказе. Часть тиража распространяется в Москве, в регионах Северного Кавказа, а также государствах Закавказья.

## Тематика
Главная тема газеты — «всё о современной культуре народов Кавказа».
Усилия творческого коллектива газеты «НК» не раз отмечались грамотами и призами в республиках Северного Кавказа и на общероссийском уровне.
Ежегодно под Новый год газета объявляет имена выдающихся людей года: спортсменов, политиков, представителей самых разных профессий.

## Техническая информация
- Объём — 16 полос.
- Формат — А3.
- Тираж — 4 тыс. экз.

## Адрес, руководство
- Адрес редакции — г. Владикавказ, ул. Димитрова, 5.
- Телефон редакции — 8 (8672) 54-63-52
- Главный редактор и учредитель — Артур Коцоев.